# Law Abiding Citizen
Law Abiding Citizen är en amerikansk thrillerfilm från 2009 regisserad av F. Gary Gray. Huvudrollerna spelas av Jamie Foxx och Gerard Butler.

## Handling
Clyde Sheltons värld rasar samman när hans hustru och dotter mördas under ett inbrott. De skyldiga åtalas men på grund av en tveksam brottsundersökning tilldelas en av männen ett lindrigare straff. Det får Clyde att bestämma sig för att hämnas på alla som varit involverade i fallet.

## Rollista
| Jamie Foxx          | – Nick Rice          |
| Gerard Butler       | – Clyde Shelton      |
| Colm Meaney         | – Detective Dunnigan |
| Bruce McGill        | – Jonas Cantrell     |
| Leslie Bibb         | – Sarah Lowell       |
| Michael Irby        | – Detective Garza    |
| Gregory Itzin       | – Warden Iger        |
| Regina Hall         | – Kelly Rice         |
| Emerald-Angel Young | – Denise Rice        |
| Christian Stolte    | – Clarence Darby     |
| Annie Corley        | – Judge Laura Burch  |
| Richard Portnow     | – Bill Reynolds      |
| Viola Davis         | – Mayor              |
| Michael Kelly       | – Bray               |
| Josh Stewart        | – Rupert Ames        |

## Utmärkelser
Law Abiding Citizen nominerades 2009 för en Saturn Award i kategorin bästa action/äventyr/thriller.